# Angola ai Giochi della XXXIII Olimpiade
L'Angola ha partecipato ai Giochi della XXXIII Olimpiade, che si sono svolti a Parigi dal 26 luglio all'11 agosto 2024, con una delegazione di 24 atleti, 8 uomini e 16 donne.

## Delegazione
| Sport            | Uomini | Donne | Totale |
| ---------------- | ------ | ----- | ------ |
| Atletica leggera | 1      | 0     | 1      |
| Canoa/kayak      | 2      | 0     | 2      |
| Canottaggio      | 1      | 0     | 1      |
| Judo             | 1      | 0     | 1      |
| Nuoto            | 1      | 1     | 2      |
| Pallamano        | 0      | 14    | 14     |
| Vela             | 2      | 1     | 3      |
| Totale           | 8      | 16    | 24     |

## Risultati

### Atletica leggera
| Q | Qualificato al turno successivo per la posizione in qualificazione                                                           |
| q | Qualificato per il turno successivo per ripescaggio o, negli eventi su campo, conquistando la misura minima per qualificarsi |

Maschile
Eventi su pista e strada
| Atleta        | Evento      | Preliminare | Preliminare | Batteria  | Batteria  | Semifinale      | Semifinale      | Finale          | Finale          |
| Atleta        | Evento      | Risultato   | Posizione   | Risultato | Posizione | Risultato       | Posizione       | Risultato       | Posizione       |
| ------------- | ----------- | ----------- | ----------- | --------- | --------- | --------------- | --------------- | --------------- | --------------- |
| Marcos Santos | 100 m piani | 10"31 RN    | 2 Q         | 10"40     | 7         | non qualificato | non qualificato | non qualificato | non qualificato |

### Canoa/Kayak

#### Velocità
| Atleta                        | Evento             | Batteria | Batteria  | Quarti  | Quarti    | Semifinale      | Semifinale      | Finale          | Finale          |
| Atleta                        | Evento             | Tempo    | Posizione | Tempo   | Posizione | Tempo           | Posizione       | Tempo           | Posizione       |
| ----------------------------- | ------------------ | -------- | --------- | ------- | --------- | --------------- | --------------- | --------------- | --------------- |
| Manuel António Benilson Sanda | C2 500 m maschile  | 1'51"53  | 6         | 1'49"00 | 4         | Bye             | Bye             | 1'55"74         | 12              |
| Benilson Sanda                | C1 1000 m maschile | 4'11"40  | 5         | 4'12"73 | 5         | non qualificato | non qualificato | non qualificato | non qualificato |

### Canottaggio
| FA   | Qualificato in finale A (per le medaglie)     |
| FB   | Qualificato in finale B (non per le medaglie) |
| FC   | Qualificato in finale C (non per le medaglie) |
| FD   | Qualificato in finale D (non per le medaglie) |
| FE   | Qualificato in finale E (non per le medaglie) |
| FF   | Qualificato in finale F (non per le medaglie) |
| SA/B | Semifinali A/B                                |
| SC/D | Semifinali C/D                                |
| SE/F | Semifinali E/F                                |
| QF   | Qualificato ai quarti di finale               |
| R    | Ripescaggio                                   |

Maschile
| Atleta       | Evento  | Batteria | Batteria  | Ripescaggio | Ripescaggio | Quarti di finale | Quarti di finale | Semifinali | Semifinali | Finale  | Finale    |
| Atleta       | Evento  | Tempo    | Posizione | Tempo       | Posizione   | Tempo            | Posizione        | Tempo      | Posizione  | Tempo   | Posizione |
| ------------ | ------- | -------- | --------- | ----------- | ----------- | ---------------- | ---------------- | ---------- | ---------- | ------- | --------- |
| André Matias | Singolo | 7'52"78  | 6 R       | 8'01"98     | 5 SE/F      | non qualificato  | non qualificato  | 8'01"63    | 4 FF       | 7'30"43 | 32        |

### Judo
Maschile
| Atleta         | Evento | 16-esimi             | Ottavi                             | Quarti               | Semifinali           | Ripescaggio          | Med. bronzo          | Finale               | Posizione |
| Atleta         | Evento | Avversario Risultato | Avversario Risultato               | Avversario Risultato | Avversario Risultato | Avversario Risultato | Avversario Risultato | Avversario Risultato | Posizione |
| -------------- | ------ | -------------------- | ---------------------------------- | -------------------- | -------------------- | -------------------- | -------------------- | -------------------- | --------- |
| Edmilson Pedro | −66 kg | Bye                  | Serdar Rahimov (TKM) P (0001-0010) | non qualificato      | non qualificato      | non qualificato      | non qualificato      | non qualificato      | -         |

### Nuoto
Maschile
| Atleta               | Evento             | Batterie | Batterie  | Semifinali      | Semifinali      | Finale          | Finale          |
| Atleta               | Evento             | Tempo    | Posizione | Tempo           | Posizione       | Tempo           | Posizione       |
| -------------------- | ------------------ | -------- | --------- | --------------- | --------------- | --------------- | --------------- |
| Henrique Mascarenhas | 100 m stile libero | 52"52    | 64        | non qualificato | non qualificato | non qualificato | non qualificato |

Femminile
| Atleta   | Evento         | Batterie | Batterie  | Semifinali      | Semifinali      | Finale          | Finale          |
| Atleta   | Evento         | Tempo    | Posizione | Tempo           | Posizione       | Tempo           | Posizione       |
| -------- | -------------- | -------- | --------- | --------------- | --------------- | --------------- | --------------- |
| Lia Lima | 200 m farfalla | 2'22"19  | 19        | non qualificata | non qualificata | non qualificata | non qualificata |

### Pallamano
| Squadra             | Torneo    | Girone               | Girone               | Girone               | Girone               | Girone               | Girone | Quarti               | Semifinali           | Finale               | Pos. |
| Squadra             | Torneo    | Avversario Punteggio | Avversario Punteggio | Avversario Punteggio | Avversario Punteggio | Avversario Punteggio | Pos.   | Avversario Punteggio | Avversario Punteggio | Avversario Punteggio | Pos. |
| ------------------- | --------- | -------------------- | -------------------- | -------------------- | -------------------- | -------------------- | ------ | -------------------- | -------------------- | -------------------- | ---- |
| Nazionale femminile | Femminile | Paesi Bassi P 31-34  | Spagna V 26-21       | Ungheria 31-31       | Francia P 24-38      | Brasile V 30-19      | 5      | non qualificata      | non qualificata      | non qualificata      | 9    |

### Vela
Maschile
| Atleta                | Evento | Regata | Regata | Regata | Regata | Regata | Regata | Regata | Regata | Regata     | Regata     | Regata | Regata | Regata | Regata | Regata | Regata    | Punteggio Netto | Classifica |
| Atleta                | Evento | 1      | 2      | 3      | 4      | 5      | 6      | 7      | 8      | 9          | 10         | 11     | 12     | 13     | 14     | 15     | M         | Punteggio Netto | Classifica |
| --------------------- | ------ | ------ | ------ | ------ | ------ | ------ | ------ | ------ | ------ | ---------- | ---------- | ------ | ------ | ------ | ------ | ------ | --------- | --------------- | ---------- |
| Flipe Francisco Andre | ILCA 7 | 41     | 42     | 23     | 12     | 40     | 40     | 30     | 41     | cancellate | cancellate | N.D.   | N.D.   | N.D.   | N.D.   | N.D.   | eliminato | 227             | 39         |

Misti
| Atleta                        | Evento | Regata | Regata | Regata | Regata | Regata | Regata | Regata | Regata | Regata     | Regata     | Regata | Regata | Regata | Regata | Regata | Regata    | Punteggio Netto | Classifica |
| Atleta                        | Evento | 1      | 2      | 3      | 4      | 5      | 6      | 7      | 8      | 9          | 10         | 11     | 12     | 13     | 14     | 15     | M         | Punteggio Netto | Classifica |
| ----------------------------- | ------ | ------ | ------ | ------ | ------ | ------ | ------ | ------ | ------ | ---------- | ---------- | ------ | ------ | ------ | ------ | ------ | --------- | --------------- | ---------- |
| Matias Montinho Manuela Paulo | 470    | 16     | 18     | 20     | 20     | 19     | 18     | 17     | 18     | cancellate | cancellate | N.D.   | N.D.   | N.D.   | N.D.   | N.D.   | eliminati | 126             | 19         |